# Lophognathellinae
Lophognathellinae is een onderfamilie van springstaarten uit de familie Onychiuridae. De onderfamilie telt drie beschreven geslachten met elk één soort.

## Geslachten
- Lophognathella met 1 soort: Lophognathella choreutes (Börner, 1908)
- Ussuriaphorura met 1 soort: Ussuriaphorura pluripseudocellata (Martynova, 1979)
- Similonychiurus met 1 soort: Similonychiurus voegtlini (Christiansen & Bellinger, 1980)